# 1941-es magyar úszóbajnokság
Az 1941-es magyar úszóbajnokságot több helyszínen nyáron, a két vegyes és egy gyorsúszószámot decemberben rendezték meg.

## Eredmények

### Férfiak
| Versenyszám                                     | Arany                                                        | Arany   | Ezüst                           | Ezüst   | Bronz                                         | Bronz   |
| ----------------------------------------------- | ------------------------------------------------------------ | ------- | ------------------------------- | ------- | --------------------------------------------- | ------- |
| 100 m gyorsúszás Döntő: augusztus 17.           | Tátos Nándor Ferencvárosi TC                                 | 1:00,4  | Eleméri Rezső MAC               | 1:01,2  | Angyal TSC                                    | 1:01,6  |
| 200 m gyorsúszás Döntő: augusztus 15.           | Tátos Nándor Ferencvárosi TC                                 | 2:16,8  | Eleméri Rezső MAC               | 2:17,8  | Gróf Ödön Újpesti TE                          | 2:17,8  |
| 400 m gyorsúszás Döntő: augusztus 16.           | Tátos Nándor Ferencvárosi TC                                 | 4:53,9  | Vörös Ferenc MUE                | 4:59,4  | Gróf Ödön Újpesti TE                          | 5:04,8  |
| 800 m gyorsúszás Döntő: augusztus 3.            | Tátos Nándor Ferencvárosi TC                                 | 10:24,4 | Gróf Ödön Újpesti TE            | 10:27,4 | Vörös Ferenc MUE                              | 10:28,2 |
| 1500 m gyorsúszás Döntő: július 19.             | Tátos Nándor Ferencvárosi TC                                 | 19:35,4 | Vörös Ferenc MUE                | 20:10,8 | Gróf Ödön Újpesti TE                          | 20:49,5 |
| 100 m hátúszás Döntő: augusztus 15.             | Kovács Dezső BEAC                                            | 1:11,8  | Galambos Tibor Újpesti TE       | 1:14,2  | Bánki Horváth Béla Orosházi UE                | 1:14,6  |
| 200 m hátúszás Döntő: augusztus 17.             | Galambos Tibor Újpesti TE                                    | 2:40,5  | Kovács Dezső BEAC               | 2:41    | Bánki Horváth Béla Orosházi UE                | 2:50,2  |
| 100 m mellúszás Döntő: augusztus 15.            | Fábián Dezső MAC                                             | 1:14,4  | Kiss SZVSE                      | 1:15    | Szegedi MUE                                   | 1:18,8  |
| 200 m mellúszás Döntő: augusztus 16.            | Fábián Dezső MAC                                             | 2:51,2  | Szegedi MUE                     | 2:58,2  | Siklósi Újpesti TE                            | 3:02,9  |
| 300 m vegyesúszás Döntő:, december 21.          | Vörös Ferenc MUE                                             | 4:17,2  | Kovács Dezső BEAC               | 4:28    | Püllök Jenő Újpesti TE                        | 4:32,4  |
| 4 × 100 m gyorsváltó Döntő: augusztus 15.       | Püllök Jenő Zólyomi Gyula Gróf Ödön Kőrösi István Újpesti TE | 4:13    | Lengyel Kovács Kertai Csík BEAC | 4:14,2  | Csuvik Oszkár Tuskó Helmi Eleméri Rezső MAC   | 4:19,4  |
| 4 × 200 m gyorsváltó Döntő: augusztus 17.       | Püllök Jenő Zólyomi Gyula Gróf Ödön Kőrösi István Újpesti TE | 9:41,6  | Kovács Kertai Csík Lengyel BEAC | 9:55    | Csuvik Oszkár Helmi Ragó Eleméri Rezső MAC    | 10:18,2 |
| 100-200-100 m vegyes váltó Döntő: augusztus 16. | Barbácsy Endre Fábián Dezső Eleméri Rezső MAC                | 5:06,6  | Kovács Csík Lengyel BEAC        | 5:12,6  | Galambos Tibor Siklósi Püllök Jenő Újpesti TE | 5:24,2  |

### Nők
| Versenyszám                                | Arany                                                             | Arany                                                             | Ezüst                                                             | Ezüst                                                             | Bronz                                                             | Bronz                                                             |
| ------------------------------------------ | ----------------------------------------------------------------- | ----------------------------------------------------------------- | ----------------------------------------------------------------- | ----------------------------------------------------------------- | ----------------------------------------------------------------- | ----------------------------------------------------------------- |
| 100 m gyorsúszás Döntő: augusztus 10.      | A győztes a szintidőt nem teljesítette, így nem avattak bajnokot! | A győztes a szintidőt nem teljesítette, így nem avattak bajnokot! | A győztes a szintidőt nem teljesítette, így nem avattak bajnokot! | A győztes a szintidőt nem teljesítette, így nem avattak bajnokot! | A győztes a szintidőt nem teljesítette, így nem avattak bajnokot! | A győztes a szintidőt nem teljesítette, így nem avattak bajnokot! |
| 200 m gyorsúszás Döntő:                    | Novák Ilona MUE                                                   | 2:49,4                                                            | Zságot Irén Ferencvárosi TC                                       | 3:12,8                                                            | Vály MUE                                                          | 3:14,8                                                            |
| 400 m gyorsúszás Döntő: augusztus 9.       | Novák Ilona MUE                                                   | 6:02,6                                                            | Molnár MUE                                                        | 6:39,6                                                            | Lovász II Ferencvárosi TC                                         | 7:35,4                                                            |
| 100 m hátúszás 'Döntő: augusztus 9.        | Novák Ilona MUE                                                   | 1:21,8                                                            | Lovász Gitta Ferencvárosi TC                                      | 1:29,2                                                            | Lovász Edit Ferencvárosi TC                                       | 1:38,8                                                            |
| 200 m mellúszás Döntő: augusztus 10.       | Ágoston Anna Kolozsvári AC                                        | 3:37                                                              | Littomeritzky Mária Szegedi UE                                    | 3:38,2                                                            | Tari Szegedi UE                                                   | 3:39,6                                                            |
| 200 m vegyesúszás Döntő: december 21.      | Novák Ilona MUE                                                   | 3:01,4                                                            | Vály MUE                                                          | 3:31,4                                                            | Zságot Irén Ferencvárosi TC                                       | 3:46,4                                                            |
| 4 × 100 m gyors váltó Döntő: augusztus 10. | Hornyák Mihály Alajosné Molnár Magda Novák Ilona MUE              | 5:39                                                              | Bordosi Novák II Zságot Irén Lovász Ferencvárosi TC               | 5:49,8                                                            |                                                                   |                                                                   |